# Sint-Lambertuskerk (Grobbendonk)

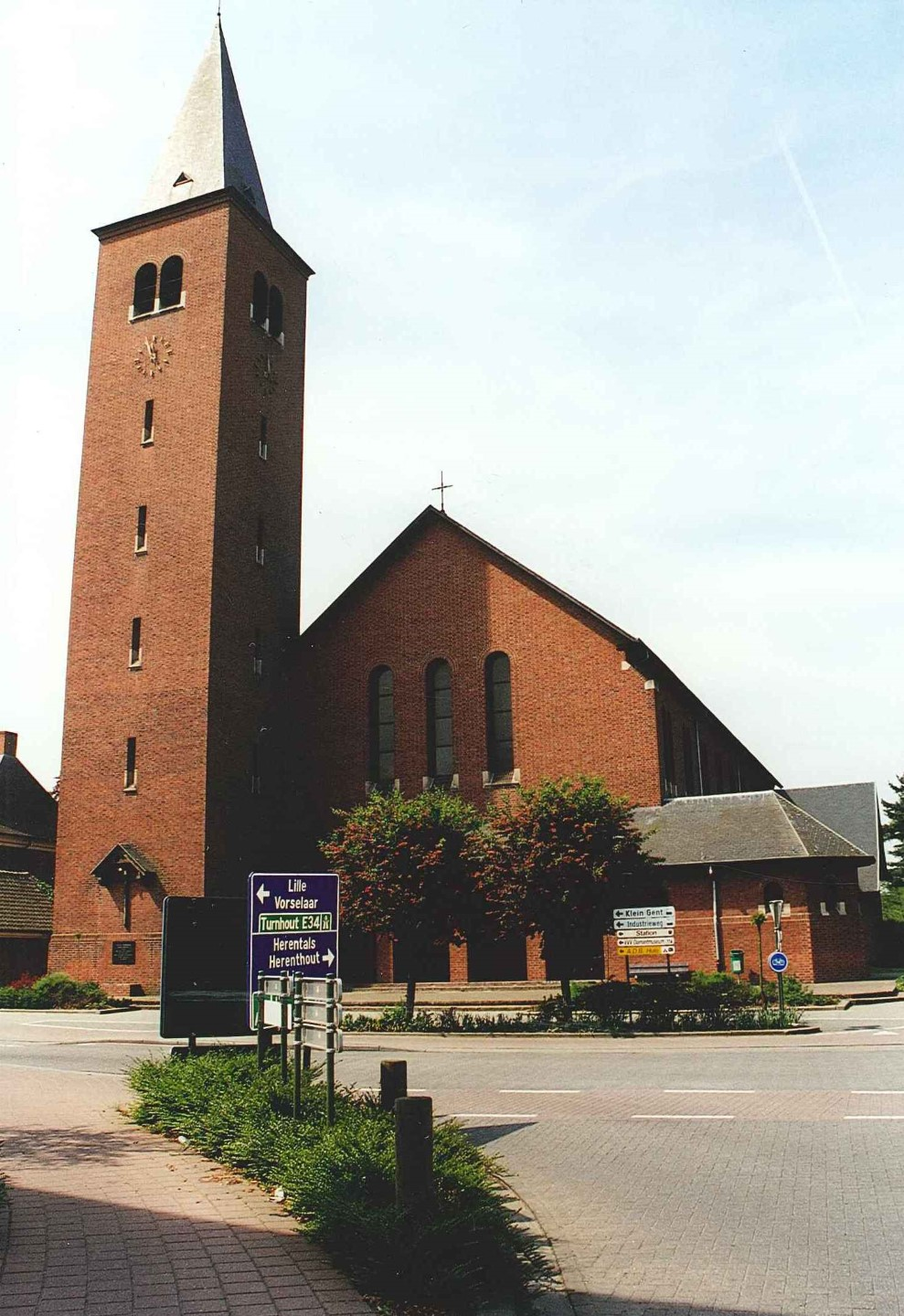
Sint-Lambertuskerk

De Sint-Lambertuskerk is de parochiekerk van de Antwerpse plaats Grobbendonk, gelegen aan de Boudewijnstraat.

## Geschiedenis
Hier stond een gotische kerk uit de 15e en 16e eeuw, met de voormalige godshuiskapel als oorsprong. Deze kerk brandde in 1940 af.
Jos Ritzen ontwierp in 1946 een nieuw kerkgebouw dat in 1949 gereed kwam.

## Gebouw
Het betreft een driebeukig bakstenen kerkgebouw dat naar het westen is georiënteerd. Het sobere gebouw heeft neoromaanse kenmerken. De voorgebouwde noordoosttoren is vlakopgaand en heeft een ingesnoerde naaldspits. Het koor is halfrond afgesloten.

## Interieur
De belangrijkste onderdelen van het kerkmeubilair zijn, evenals het gebouw, ontworpen door Jos Ritzen.